# Cryptolepis sanguinolenta
Cryptolepis sanguinolenta es una especie de planta perteneciente a la familia Apocynaceae.

## Descripción
Es una especie trepadora, perennifolia con tallos delgados que alcanzan los 6–7 m altura sobre la vegetación de la sabana en Senegal y sur de Nigeria. La savia frersca es de color naranja-rojizo y resinosa, al secarse es de cera roja.

## Usos
Un extracto de la raíz es usado tradicionalmente en África occidental para tratar la  malaria.
  La planta también tiene potencial para tratar la diabetes tipo 2 y considerada un potente antibiótico.

## Fitoquímica
Varios alcaloides han sido aislados de Cryptolepis sanguinolenta, tales como la quindolina, la criptolepina, criptospiolepina, isocriptolepina, hidroxicriptolepina, criptoheptina, biscriptolepina y neocriptolepina

## Taxonomía
Cryptolepis sanguinolenta  fue descrita por (Lindl.) Schltr.  y publicado en Kolonial-Wirtschaftliches Komitee. Westafrikanische ... 308. 1900.
Sinonimia
- Cryptolepis triangularis N.E.Br.
- Pergularia sanguinolenta Lindl.	basónimo
- Strophanthus radcliffei S.Moore	[8][9]